# سيمون فوربس
سيمون فوربس (20 يونيو 1981 في جامايكا - ) (بالإنجليزية: Simone Forbes) هي لاعب كرة الشبكة ولاعبة كرة قدم ولاعبة كرة طائرة جامايكا. شاركت في دورة ألعاب الكومنولث 2006 ودورة ألعاب الكومنولث 2010 ودورة ألعاب الكومنولث 2002.

## وصلات خارجية
- سيمون فوربس على موقع دورة ألعاب الكومنولث 2006 (مؤرشف) (الإنجليزية)